# USS Baltimore (CA-68)
El USS Baltimore (CA-68) de la Armada de los Estados Unidos fue el cabeza de serie de los cruceros pesados de la clase Baltimore. Fue puesto en gradas en 1941, botado en 1942 y asignado en 1943. Fue de baja en 1947 y re-asignado en 1951. Fue su baja definitiva en 1956 y posteriormente desguazado.

## Construcción y características
Construido por Bethlehem Steel de Quincy, Massachusetts, fue puesto en gradas el 26 de mayo de 1941, botado el 28 de julio de 1942 y asignado el 15 de abril de 1943.

## Historia de servicio
Entrando en servicio en 1943, luchó en la II Guerra Mundial y fue de baja en 1947. Fue recomisionado en 1951 por la Guerra de Corea. Su baja final fue 1956.